# Otto Deden
Otto Deden (Amsterdam, 19 november 1925 – Dordrecht, 7 april 2025) was een Nederlands componist, muziekpedagoog, dirigent, docent en organist.

## Biografie
Hij was zoon van Catharina Maria de Jong en koopman Lambertus Leonardus Deden. Hijzelf trouwde met S.A. van Dijk.
In 1948 behaalde Otto Deden het Laureaat aan de Rooms-Katholieke Kerkmuziekschool te Utrecht waar hij les kreeg van onder anderen Hendrik Andriessen, Wouter Paap, Herman Strategier en Albert de Klerk.
Na het vervullen van zijn militaire dienstplicht in Nederlands-Indië  aanvaardde hij in 1950 de benoeming van directeur-organist aan de Sint Antoniuskerk te Dordrecht. In de daarop volgende jaren dirigeerde hij kamerkoren en Koninklijke Mannenkoren in Limburg en Noord-Brabant. Tussen 1962 en 1969 van hij dirigent van Venlona; hij was daar opvolger van Jos Vranken en werd zelf opgevolgd door Ger Withag. Hij studeerde nog compositie bij Henk Badings. Van zijn hand verschenen talloze composities, profane ten kerkelijke werken, waaronder missen, diverse motetten, cantates, oratoria, piano- en orgelwerken, waaronder werken in opdracht, zoals het Declamatorium Kain en de Antwerpensuite.
Otto Deden was 25 jaar muziekdocent aan het Titus Brandsma-college te Dordrecht. In 1982 werd hij benoemd tot ridder in de Orde van Oranje-Nassau. Er volgde ook een benoeming tot ridder in de Orde van Sint-Gregorius de Grote en verwierf hij de bronzen erepenning van de stad Dordrecht. Hij overleed in april 2025 op 99-jarige leeftijd.

### In opdracht geschreven werken (selectie)
- Requiem voor een gevallene: Voor vierstemmig koor met orgel in opdracht van het Ministerie van W.V.C. en het Fond van de Scheppende Toonkunst
- Mysteria: De Geheimen van de Rozenkrans: Oratorium naar het Nieuwe Testament voor dubbel koor, sopraan, bariton en orkest, in opdracht van de Gemeente Breda
- Mijn Herder is de Here God Cantaten voor tweestemmig koor, orgel en trompet in opdracht van de Dordtse Cantorei
- Adventsgezangen voor vierstemmig koor, sopraan, orkest en orgel in opdracht van de Nederlandse Sint-Gregoriusvereniging
- Italiaanse Volksliedbewerkingen voor vierstemmig mannenkoor, a capella in opdracht van het Koninklijk Nederlands Zangersverbond
- Declamatorium Kain voor koor, bariton, declamator en orkest in opdracht van BUMA, op basis van de roman Kain van Rogier van Aerde
- 5-mei-rapsodi voor Symfonieorkest in opdracht van de Gemeente Dordrecht
- Hofsuite en Ballade van het Hof voor bariton, fluit, strijkorkest, slagwerk en piano in opdracht van de Gemeente Dordrecht
- Antwerpen-Suite voor strijkorkest in opdracht van Antwerps Kamerorkest i.v.m. Antwerpen '93 (Cultuurstad van Europa)
- Cinq Aphorismes du Calendrier voor gemengd kaar à capella in opdracht van de Koninklijke Christelijke Zangersbond en het Fond van de Scheppende Toonkunst

Naast de in opdracht verschenen werken componeerde Otto Deden meer dan 100 geestelijk en profane werken.